# 妙照寺 (柏市)
妙照寺（みょうしょうじ）は、千葉県柏市にある日蓮宗の寺院。旧本山は大本山中山法華経寺。親師法縁。

## 歴史
1288年（正応元年）、日弁によって開山された。当地に元々あった弘仁年間（810年 - 824年）創建の通称「大井の御堂」と呼ばれた真言宗の堂を寺院化したものである。
文禄年間（1592年 - 1596年）に、市川市の法華経寺の末寺となった。
現在の本堂は、1970年（昭和45年）に新築したものである。旧本堂は明暦年間（1655年 - 1658年）に建てられたが、300年以上が経過し、老朽化が激しくなったため、建て直されることになった。

## 文化財
- 妙照寺の杉樹（柏市指定天然記念物）[3]

## 交通アクセス
- 路線バス中井停留所より徒歩5分。